# Sílvio Caldas
Sílvio Antônio Narciso de Figueiredo Caldas, né le 23 mai 1908 à Rio de Janeiro et mort le 3 février 1998 à São Paulo, est un chanteur et compositeur brésilien.

## Enfance, adolescence et premiers emplois
Sílvio Antônio Narciso de Figueiredo Caldas naît le 23 mai 1908 à Rio de Janeiro,, au 209 de la Rua São Luís Gonzaga, dans le quartier de São Cristóvão, le 23 mai 1908. Son père, Antonio Narciso Caldas, est propriétaire d'un magasin d'instruments, accordeur et mécanicien de pianos et compositeur. Sa mère, Alcina Figueiredo Caldas, est une chanteuse amateure . Il avait un frère, Murilo, qui excelle également en musique.
Depuis l'âge de 5 ans, Sílvio participe activement au carnaval de sa ville, défilant dans le Bloco da Família Ideal. À 6 ans , il donne sa première représentation, au Teatro Fênix.
Également à l'âge de 6 ans, Cyro va à l'Escola Coronel Cabrita, d'où il est renvoyé pour s'être battu avec ses camarades et ses enseignants. Il va ensuite à l'école Nilo Peçanha, où il continue son comportement querelleur.
À l'âge de 9 ans, il commence à travailler comme apprenti mécanicien au Garagem Esperança, dans la même rue que chez lui. En 1924, à l'âge de 16 ans, il part travailler à São Paulo, où il séjourne pendant une courte période. De là, il part à Catanduva, où il travaille comme laitier, laveur de voitures, cuisinier d'équipe, chauffeur de camion et mécanicien. En 1927, il retourne à Rio.

## Carrière musicale
De retour à Rio, lors d'une sérénade, il est auditionné par Antonio Gomes, directeur artistique de Rádio Ipanema, qui l'emmène à Rádio Mayrink Veiga, où il chante gratuitement pendant un certain temps, ce qui marque le début de sa carrière musicale.

### Premiers disques et travail radiophonique
En 1929, Silvio se rend à Rádio Sociedade pour 20 mille réis par nuit, rejoignant une équipe qui comprend également Gastão Formenti, Francisco Alves, Patrício Teixeira et Rogério Guimarães. Parallèlement à ce travail, il continue à travailler comme mécanicien, s'occupant en particulier des camions impliqués dans les travaux d'ouverture de l'actuelle autoroute Via Dutra.
Sílvio enregistre quelques disques pour la maison de disques allemande Brunswick, qui s'est installée au Brésil en tant qu'usine d'équipement de sinuca. Cependant, aucun artiste du label (qui compte dans son catalogue des noms tels que Gastão, Carmen Miranda et Bando da Lua) ne décolle et la marque ferme ses portes en 1931.
En 1931, il est invité à rejoindre la troupe de la revue O Brasil do Amor (Ary Barroso et Marques Porto), au Teatro Recreio. Dans ce spectacle, Silvio chante Gente Bamba et Malandragem, tous deux d'Ary. La même année, il enregistre Gente Bamba pour RCA Victor sous le titre Faceira – la chanson avait auparavant été proposée à Mário Reis, mais il l'avait refusée. Il avait déjà enregistré Tracuá de Ferrô de Sátiro de Melo sur le même label, mais n'a connu le succès qu'avec la composition d'Ary.
Un mois après O Brasil do Amor, Silvio participe à un autre magazine, É do Balacobaco, une autre création d'Ary et Marques, co-écrite par Vitor Pujol. Cette fois, il chante  Malandro, de Freire Júnior et Francisco Alves. Grâce à la compagnie de théâtre pour laquelle il a travaillé, Sílvio se rend à Buenos Aires, en Argentine, où il commence sa carrière internationale. De plus, entre 1930 et 1931, il enregistre un total de 35 disques de deux chansons chacun.
En 1932, il enregistre Maria, composée par Ary et dont les paroles sont de Luiz Peixoto. En 1933, sort un disque avec Eu Vou para o Maranhão, d'Ary, et Chorei, d'André Filho ; et un autre avec Mimi, d'Uriel Lourival, et Na Aldeia, composé par lui-même en partenariat avec Carusinho et De Chocolat. La même année, il lance la marchinha de carnaval Segura Esta Mulher, également d'Ary.

### Parier sur ses propres compositions et sur le cinéma
Il commence à se faire connaître en tant que compositeur en 1933, en sortant Eu Vivo Sem Destino (co-écrit avec Wilson Batista et Osvaldo Santiago) et Na Floresta (co-écrit avec Cartola).
En 1934, il entame une collaboration fructueuse avec le poète, journaliste et chroniqueur Orestes Barbosa, qui donne lieu à quatorze compositions, dont  Soluços (enregistrée en 1934 par Floriano Belham), Serenata (enregistrée par Sílvio en 1935), Vidro Vazio (composée en 1936 et enregistrée par J. P. de Barros), et Santa dos Meus Amores (composée en 1936 et enregistrée par Sílvio).
L'année 1937 est celle de la consécration du duo, qui créé huit chansons, dont Quase Que Eu Disse, Arranha-Céu et leur plus grand succès, Chão de Estrelas. Les deux dernières compositions datent de 1938 : Única Rima et Suburbana.
Sílvio fait ses débuts au cinéma en 1935, en jouant dans Favela dos Meus Amores, de Humberto Mauro. Dans ce long métrage, il chante Ao Luar... (Ari), Não um Sambista Morre (idem), Favela ( Custodio Mesquita e Orestes), Tolinha (Custódio), Repentance (lui-même et Cristóvão de Alencar), Almost Que Eu Disse (Oreste et Sílvio) et Torturous Ironia (idem).

### Déménagement à São Paulo et déclin de l'ère de la radio

En 1957.

En 1950, il s'installe à São Paulo (plus précisément au 326 de la Rua Morás, à Vila Madalena), où il signe exclusivement avec Rádio Excelsior. En 1954, il est embauché par le nouveau venu, Columbia. En 1956, il présente l'émission Os Degraus da Glória sur Rádio Gazeta et lance sa propre émission hebdomadaire sur TV Record. Toujours dans la capitale de l'État, il achète la discothèque Mocambo, qu'il dirigera par la suite .
À partir des années 1960, Sílvio doit faire face à l'arrivée de la Bossa nova, de la Jovem Guarda et du rock 'n' roll, qui prennent beaucoup de place aux chanteurs de l'ère de la radio. Malgré son aversion pour la bossa, il enregistre certaines compositions du genre dans son propre style, comme Serenata do Adeus (Vinicius de Moraes), Apelo (Baden Powell et Vinícius de Moraes), Consolação (idem), Gente Humilde (Garoto, Vinicius et Chico Buarque), Se Todos Fossem Iguais a Você (Tom Jobim et Vinicius).
À la même époque, il commence à promouvoir des « spectacles didactiques » dans lesquels il intercale des chansons avec des « histoires » tirées de l'histoire de la musique populaire au Brésil.
À la fin des années 1970, il se retire des studios, mais pas de la scène. Son dernier concert a lieu en 1997, à l'âge de 85 ans, au Sesc Pompeia, avec Miltinho, Doris Monteiro, Noite Ilustrada et Trovadores Urbanos.
En 1988, à l'occasion de son 80e anniversaire, il est honoré par l'Académie brésilienne des lettres.

## Mort
Sílvio meurt le 3 février 1998 à São Paulo, à l'âge de 89 ans, en présence de son épouse Miriam et de ses trois enfants.

## Vie privée
À l'âge de 25 ans, Silvio a épousé Angelina Caldas. À sa mort, il était marié à Miriam. Il a eu quatre enfants, dont un avec Angelina appelé Silvinha et un qui est mort en 1975 à l'âge de 9 ans, renversé par une voiture devant un hôtel de Copacabana.
Il possédait une ferme à Atibaia, à 65 km de São Paulo. Tout au long de sa carrière, il a annoncé à plusieurs reprises qu'il prendrait sa retraite pour y élever des poulets.

## Discographie
Liste d'après le site du Dicionário Cravo Albin da Música Popular Brasileira et Aguiar,.

### Disques (LP et CD en studio et live)
- 1951 - Com a saudade pelo braço
- 1952 - Saudades
- 1953 - Música de Ary Barroso - Canta Sílvio Caldas
- 1956 - Canta o seresteiro
- 1956 - Sílvio Caldas
- 1957 - Serenata
- 1958 - Cabelos brancos
- 1958 - O seresteiro
- 1960 - Eternamente
- 1960 - Sílvio Caldas em pessoa
- 1962 - Titio canta para você
- 1968 - Isto é São Paulo
- 1971 - Sílvio Caldas
- 1971 - Elizeth Cardoso e Sílvio Caldas - Volume II
- 1971 - Elizeth Cardoso e Sílvio Caldas - Volume I
- 1973 - Sílvio Caldas ao vivo - Histórias da MPB
- 1974 - Grandes sucessos com Sílvio Caldas
- 1974 - Sílvio Caldas
- 1975 - Depoimento
- 1975 - Sílvio Caldas "especial" ao vivo
- 1977 - Sílvio Caldas (RGE/Fermata)
- 1978 - Sílvio Caldas e Pedro Vargas ao vivo no Canecão
- 1991 - Silvio Caldas
- 1996 - Quando canta o seresteiro

### 78 tours
- 1930 - "Pra que forçar?" / "Catuca Maroca"
- 1930 - "Ioiô deste ano" / "O teu amor eu desprezei"
- 1930 - "Recordar é viver" / "Amor de poeta"
- 1930 - "Dor de palhaço" / "Pobrezinha da Madalena"
- 1930 - "Chorei nega" / "Teu desprezo"
- 1930 - "Lalá" / "Nem queiras saber"
- 1930 - "Alto lá"
- 1930 - "Samba de reúna" / "Vira as butuca"
- 1930 - "Baianinha" / "Gamela quebrada"
- 1930 - "Bambina, meu bem!" / "Sestrosa"
- 1930 - "Prá cima de mim não" / "Sonhei que te beijava"
- 1930 - "Santa Padroeira" / "Amar! meu bem"
- 1930 - "Segue teu destino" / "Psíu, meu bem"
- 1930 - "Vamos dar valor" / "Balacobaco"
- 1930 - "Ai! Luciana" / "Moreninha"
- 1930 - "Vai sair bagagem" / "Mulambo"
- 1930 - "Triste caboco"
- 1930 - "Samba no Rocha" / "É só do que há"
- 1930 - "Sou um namorado errante"
- 1930 - "Alô meu bem"
- 1930 - "Amoroso"
- 1930 - "Tracuá me ferrô"
- 1931 - "É mentira oi!" / "Um samba em Piedade"
- 1931 - "Não faz assim meu coração" / "Vai tratar da tua vida"
- 1931 - "Mão no remo!" / "Candinha"
- 1931 - "Vou implorar" / "O que é a vida?"
- 1931 - "Me deixa" / "É do balacobaco"
- 1931 - "Batuque" / "Terra de Iaiá"
- 1931 - "Faceira" / "Bahia"
- 1931 - "Gira"
- 1931 - "Para o príncipe de Gales ouvir" / "Eu vou andando"
- 1931 - "Flor morena" / "Flor mimosa"
- 1931 - "Criança louca" / "Bonequinha"
- 1931 - "Não faz mal" / "Na praia"
- 1931 - "A nega sumiu"
- 1932 - "Não dou bola" / "Vou fazer tua vontade"
- 1932 - "Eu vou pro Maranhão" / "Chorei"
- 1932 - "Segura esta mulher" / "E ela não jurou"
- 1932 - "Maria" / "Prazer é sofrer"
- 1932 - "Dormindo na rua" / "Tenho um segredo"
- 1932 - "Se eu fora rei" / "Não te perdôo"
- 1932 - "Jurei me vingar" / "Foi sonho e não volta mais"
- 1932 - "Se a sorte fosse igual"
- 1932 - "Zombando" / "Desolado"
- 1932 - "Pente fino" / "Pobre e esfarrapada"
- 1933 - "Alô Mossoró" / "Cheio de saudade"
- 1933 - "O teu olhar me inspirou" / "Saudades da mocidade"
- 1933 - "Linda lourinha" / "Vou partir"
- 1933 - "Mimi" / "Na aldeia"
- 1933 - "Feiticeira" / "Eu fiz um samba"
- 1933 - "Na floresta" / "Lenço no pescoço"
- 1933 - "Eu vivo sem destino" / "Os homens são uns anjinhos"
- 1933 - "Vitória" / "Chora"
- 1933 - "Vidro vazio" / "Flor de inverno"
- 1933 - "Pomba-rola" / "Alguém precisa morrer"
- 1934 - "Cara feia é fome" / "Agradeça a mim"
- 1934 - "São Tomé" / "Implorando o meu perdão"
- 1934 - "Meu beguin" / "Cruel ciúme"
- 1934 - "Por causa dela" / "Você me deu o bolo"
- 1934 - "Coração ingrato" / "Eu sonhei"
- 1934 - "Serenata" / "Santa dos meus amores"
- 1934 - "Se o teu amor consola" / "Vais viver no esquecimento"
- 1934 - "Perdão... Madame" / "Malandro sofredor"
- 1934 - "Tu!..." / "Perdão"
- 1935 - "Sofri demais" / "Cansado"
- 1935 - "Só por tua causa"
- 1935 - "Mágoas de um vagabundo" / "Voltaste ao teu lar"
- 1935 - "A casa dela" / "Volta, meu amor!"
- 1935 - "Nena" / "Quanto eu sinto"
- 1935 - "Há um segredo em teus cabelos" / "Só nós dois"
- 1935 - "Samaritana" / "Rainha sem trono"
- 1935 - "Minha palhoça" / "Quase que eu disse"
- 1935 - "Inquietação" / "Por causa dessa cabocla"
- 1935 - "Boneca" / "O telefone do amor"
- 1935 - "Arrependimento" / "Torturante ironia"
- 1936 - "Adeus, felicidade" / "Quando você me abandonou"
- 1936 - "Maria"
- 1936 - "A menina presidência" / "Nunca mais"
- 1936 - "Eu agora vou gritar" / "O que é teu está guardado"
- 1936 - "Acorda escola de samba" / "Noite de carnaval"
- 1936 - "Se Papai Noel quisesse" / "Passarinho"
- 1936 - "Menos eu" / "Saudade dela"
- 1936 - "Até quando?" / "O nome dela não digo"
- 1936 - "Um caboclo abandonado" / "Madrugada"
- 1936 - "Meu erro" / "O que é que há?"
- 1936 - "Tudo me fala do teu olhar" / "Morena da minha aldeia"
- 1936 - "Teus ciúmes" / "Companheiro dileto"
- 1936 - "Isis" / "Última carta de amor"
- 1937 - "Onde vai você Maria?"
- 1937 - "Ratoeira"
- 1937 - "Seu Gaspar" / "Teu riso tem"
- 1937 - "Pastorinhas" / "Choro por teu amor"
- 1937 - "Quando eu penso na Bahia"
- 1937 - "Eu não sei..." / "Carta sonora"
- 1937 - "Até breve" / "Por amor ao meu amor"
- 1937 - "Cigana" / "Nunca mais"
- 1937 - "Meu limão, meu limoeiro" / "Confessando que te adoro"
- 1937 - "Arranha-céu" / "Chão de estrelas"
- 1937 - "Sabiá" / "Lua triste"
- 1938 - "Mágoas de um trovador" / "Suburbana"
- 1938 - "Mente ao meu coração" / "Não chora"
- 1938 - "Coração" / "Flor de lótus"
- 1938 - "Pra que mentir" / "Cessa tudo"
- 1938 - "Ô lelê.. ô lalá..." / "Era ela"
- 1938 - "Na mão direita" / "Florisbela"
- 1938 - "Com pensamento em você" / "Não me abandones nunca"
- 1938 - "Falsa felicidade" / "Sorris de minha dor"
- 1938 - "Professora"
- 1939 - "Tú és a culpada"
- 1939 - "Tua partida" / "Desprezo"
- 1939 - "Maria" / "No rancho fundo"
- 1939 - "Deusa da minha rua" / "Da cor do pecado"
- 1939 - "Já sei sorrir" / "Mentira carioca"
- 1939 - "Eu e você" / "Maria"
- 1940 - "Olho nela" / "Casa, casa viuvinha"
- 1940 - "Capim mimoso" / "Colombina está chorando"
- 1940 - "Sinhá moça chorou" / "Símbolo sagrado"
- 1940 - "Eu quero essa mulher" / "Andorinha"
- 1940 - "O amor é assim" / "Preto velho"
- 1940 - "Kátia" / "Não"
- 1940 - "Mulher" / "Velho realejo"
- 1941 - "Chuva miúda" / "Se for preciso eu caso"
- 1941 - "Minha América" / "Gaivota"
- 1941 - "Se tu soubesses" / "Sempre você"
- 1941 - "Morena boca de ouro" / "Três lágrimas"
- 1941 - "Caixinha de música" / "O pião"
- 1941 - "Rosinha"
- 1942 - "A mulher dos 30 anos" / "Por causa dela"
- 1942 - "Fibra de herói" / "Canção do soldado"
- 1942 - "Ausência" / "Meus 20 anos"
- 1942 - "Sereia" / "Duas janelas"
- 1942 - "Aquarela do Brasil" / "Na baixa do sapateiro"
- 1943 - "Mágoas de um trovador" / "Suburbana"
- 1943 - "É inútil mentir" / "O samba de Beatriz"
- 1943 - "Promessa" / "A vida em quatro tempo"
- 1943 - "Que é, que é?" / "Serrana"
- 1943 - "Modinha" / "Meu amigo violão"
- 1943 - "Não voltarás, nem voltarei..." / "Ninotchka"
- 1944 - "Pif-paf" / "Fica doido varrido"
- 1944 - "Algodão" / "Noturno em tempo de samba"
- 1944 - "Como os rios que correm pro mar" / "Valsa do meu subúrbio"
- 1945 - "Feitiçaria" / "Sim ou não"
- 1946 - "Com a saudade pelo braço" / "Despertar da montanha"
- 1946 - "Não chores assim..." / "Pastora dos olhos castanhos"
- 1946 - "Destino traçado" / "Ana Maria"
- 1946 - "E ela não voltou" / "O teu olhar"
- 1946 - "Tire a camisa" / "Companheira de quem ama"
- 1946 - "Anda Luzia!" / "Gilda"
- 1946 - "Minha casa" / "Nunca soubeste amar"
- 1949 - "Chuva e vento" / "Tarde de maio"
- 1949 - "Boa noite amor" / "A saudade"
- 1949 - "Não me pergunte" / "Você de mim não tem dó"
- 1949 - "Chora que passa" / "O circo chegou"
- 1950 - "Pastorinhas" / "Coração ingrato"
- 1950 - "Marcha do São Cristóvão" / "Marcha do Vasco"
- 1950 - "Amada mia" / "Homem marcado"
- 1950 - "Salve o Marquês" / "Obrigado doutor"
- 1951 - "A culpa é sua" / "Como é que eu vou me arranjar"
- 1951 - "Mamãe Dolores" / "Leonor"
- 1951 - "Nos braços de Isabel" / "Quanto dói uma saudade"
- 1951 - "O telefone do amor" / "Quase que eu disse"
- 1951 - "Boneca" / "Menos eu"
- 1951 - "Cigana" / "Meu limão, meu limoeiro"
- 1951 - "Nossa Senhora da Glória" / "Voltaste"
- 1951 - "Cabelos cor de prata" / "Violões em funeral"
- 1953 - "Romance de amor" / "Canção das mães"
- 1953 - "Você voltou" / "Alucinação"
- 1953 - "Chão de estrelas" / "Arranha-céu"
- 1953 - "Silêncio do cantor" / "Flamboyant"
- 1954 - "Pra casa eu não vou" / "Perdoa, Senhor"
- 1954 - "Perfíl de São Paulo" / "Se eu pudesse"
- 1954 - "São Francisco" / "Vivo em paz"
- 1954 - "Poema dos olhos da amada" / "Você não veio"
- 1955 - "Meu segredo" / "Pierrô"
- 1955 - "A única rima" / "Jangada"
- 1955 - "Turca do meu Brasil" / "Mágoa"
- 1955 - "Marcha do Vasco"
- 1957 - "Viva meu samba" / "Prelúdio"
- 1957 - "Canção para mamãe" / "Porto dos casais"
- 1958 - "Cabeça chata" / "Verde e amarelo"
- 1958 - "Novos rumos" / "Nos braços de Isabel"
- 1959 - "Pistom de gafieira" / "Saudade de você"
- 1959 - "Compromisso com a saudade" / "Serenata do adeus"
- 1960 - "Velhos carnavais" / "Ponte enferrujada"
- 1961 - "Homenagem" / "Paciência"
- 1961 - "Qual é o babado?" / "Mas eu não ligo"

## Filmographie
Liste d'après Aguiar.
- 1935 - Carioca Maravilhosa
- 1935 - Alô, Alô, Brasil!
- 1935 - Favela dos Meus Amores
- 1940 - Céu Azul
- 1944 - Tristezas Não Pagam Dívidas
- 1945 - Não Adianta Chorar
- 1947 - Luz dos Meus Olhos